# San Maurizio Canavese
San Maurizio Canavese (San Morissi in piemontese) è un comune italiano di 10 258 abitanti della città metropolitana di Torino in Piemonte. È situato a circa 22 chilometri a nord dal centro di Torino.

## Storia
Molto più esteso dell'attuale era l'antico territorio di San Maurizio Canavese, che comprendeva le terre delimitate dal corso della Stura a sud e tutta la Vauda di San Moritio a nord. La Vauda diventerà poi Comune autonomo, alla fine del XVIII secolo, con il nome di San Francesco al Campo.
Nell'antichità pre-romana la zona fu probabilmente abitata da tribù celtoliguri; alla tarda romanità appartengono alcuni reperti trovati in paese (tegolone, frammento di lapide), ed il toponimo "Stefanico" indicante l'assegnatario di fondi da coltivare, al di qua della Stura. Più tardi il nucleo abitato venne talora indicato come "Lifiniasco", ma già nel primo secolo dopo il Mille si legge nei documenti il nome di "vicus de Sancto Mauritio", poiché al condottiero della Legione Tebea era dedicata la cappella del castello.
Alla fine del XIII secolo il paese, facente parte della castellania di Cirié, era in possesso del marchese del Monferrato, poi passò definitivamente ai Savoia.
Il XIV secolo è ricordato per alcuni fatti importanti, come la concessione degli Statuti, la costruzione delle "bealere", dei molini, dei battitoi per la carta, delle concerie. Per il borgo di San Maurizio è fondamentale la data del 1335, anno in cui la marchesa Margherita di Savoia cedette alla Comunità il terreno necessario per la fondazione del nuovo abitato, a poca distanza dall'antico, ma munito di opere di fortificazione e difesa in grado di proteggere gli abitanti da aggressioni e saccheggi.
Lo spostarsi delle attività nel nuovo centro provocò la graduale scomparsa del nucleo primitivo, e del castello, che risulta fosse attiguo alla Pieve. Questa continuò ad esercitare le funzioni di parrocchiale fino al 1813, ma, sempre più di frequente, le cerimonie sacre venivano celebrate nella nuova chiesa voluta dalle Compagnie di Santa Croce e del Corpus Domini, e dalla popolazione. Questa chiesa è l'attuale sede della Parrocchia di San Maurizio Martire.
L'attività agricola fu nei secoli passati, come ovunque nei piccoli centri, la principale fonte di sostentamento. Il paese era costituito da isolati che comprendevano le abitazioni civili, le tettoie, le stalle, i cortili, le porte carraie; i forni ed i pozzi erano sovente in comproprietà. Solo a partire dal XVII secolo, quando si edificarono i grandi cascinali, fu possibile praticare metodi più redditizi nelle coltivazioni, e nell'allevamento del bestiame, sfruttando le vaste estensioni di terreno, e la buona possibilità di irrigazione.
San Maurizio non può vantare lavorazioni tipiche; l'artigianato ed il commercio occupavano una bassa percentuale di abitanti. La disponibilità della forza idraulica favorì tuttavia l'impianto di piccole officine, ora quasi tutte scomparse; sovente gli addetti a queste lavorazioni svolgevano un doppio lavoro, mandando avanti contemporaneamente l'agricoltura di tipo familiare, con l'aiuto delle donne e dei ragazzi.
La coltivazione e la lavorazione della canapa, come quella della seta, rappresentarono una possibilità di integrare lo scarso reddito familiare: erano attività che impegnavano perlopiù la manovalanza femminile, e permisero comunque di acquisire le prime nozioni di una produzione di tipo "industriale", che trovò poi la sua naturale applicazione nei cotonifici del primo Novecento.
Durante il Risorgimento, San Maurizio, assieme a Fenestrelle, divenne luogo di carcerazione per i soldati del Regno delle Due Sicilie che rifiutarono di prestare giuramento a Vittorio Emanuele II. Le ricerche attuali hanno permesso di valutare, sulla scorta dei documenti disponibili, l'effettiva consistenza e realtà del campo militare di San Maurizio.
Il 10 agosto 1862, il consiglio comunale deliberò di aggiungere il determinante "Canavese" alla denominazione ufficiale dell'epoca "San Morizio"; la proposta venne accolta dal governo, e il nominativo del paese divenne quindi "San Morizio Canavese".
Dal 1869 entrò in funzione la Stazione della Ferrovia Torino-Ceres che fu utilissima per gli spostamenti degli operai. La ferrovia favorì in modo determinante lo sviluppo delle attività lavorative nelle Valli, e anche i 'sanmauriziesi' si adattarono a fare i pendolari, in massima parte verso Torino.
Nel 1938 il Comune assunse la denominazione attuale.

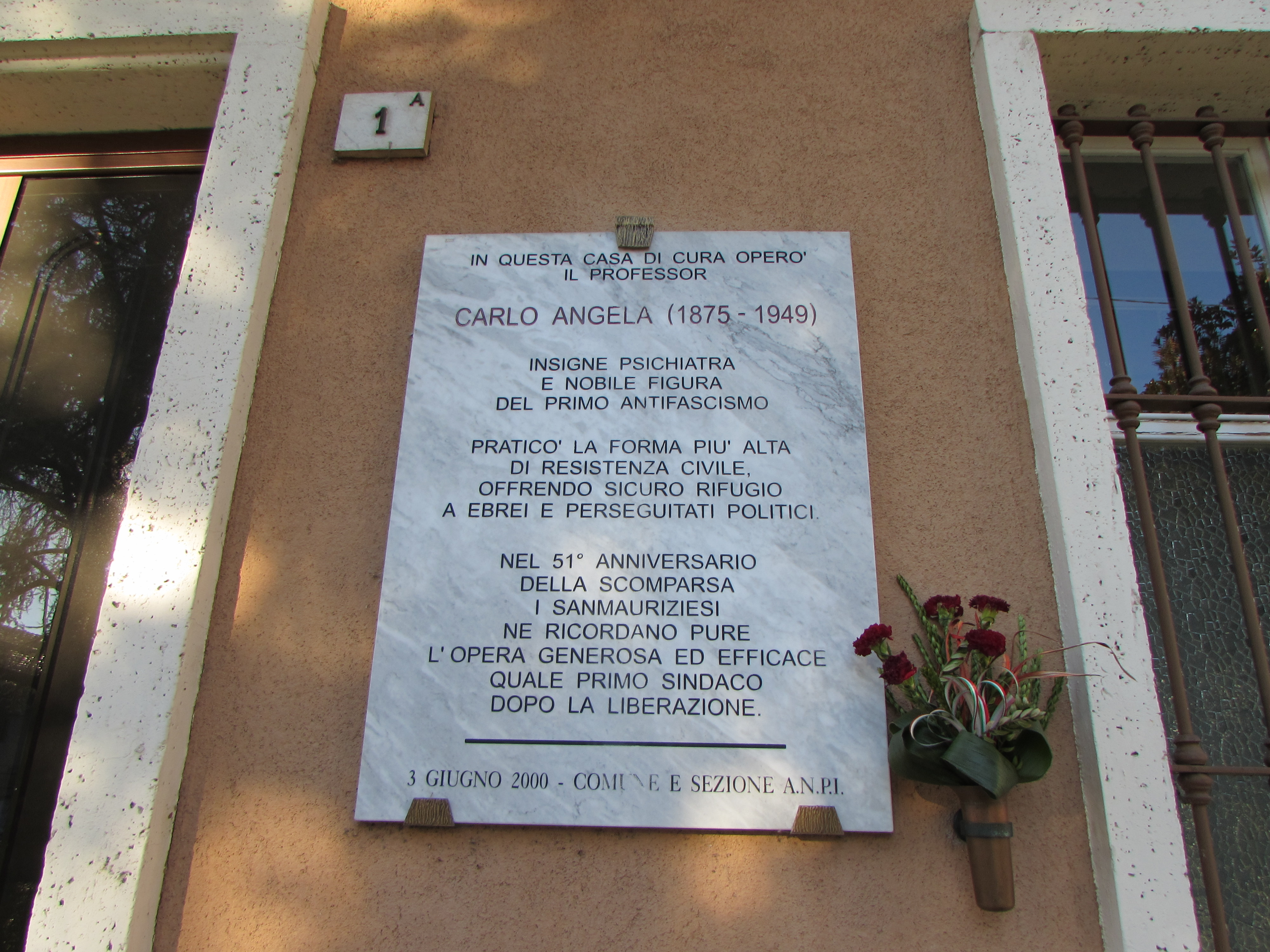
Targa commemorativa Dr.Carlo Angela

Durante la seconda guerra mondiale, nel periodo dell'occupazione tedesca e della Repubblica Sociale Italiana, il prof. Carlo Angela, padre del giornalista televisivo Piero Angela, ed allora Direttore Sanitario della Casa di Cura per malattie mentali "Villa Turina Amione", offrì rifugio a numerosi ebrei ed antifascisti, falsificando le cartelle cliniche per giustificarne il ricovero. Alla Liberazione, Carlo Angela fu nominato sindaco di San Maurizio Canavese.
 Il 29 agosto 2001, l'Istituto Yad Vashem di Gerusalemme ha conferito a Carlo Angela l'onorificenza di Giusto tra le nazioni. Dal 3 giugno 2003, una strada del paese porta il nome di Carlo Angela, e una targa è stata apposta all'ingresso della clinica, di fronte al Palazzo Comunale.

### Simboli
Lo stemma e il gonfalone del comune di San Maurizio Canavese sono stati concessi con decreto del presidente della Repubblica del 27 gennaio 2020.
Il gonfalone municipale è un drappo di bianco.

## Monumenti e luoghi d'interesse

### Chiesa parrocchiale di San Maurizio Martire
All'interno della chiesa parrocchiale sono conservati un'interessante decorazione marmorea in marmi piemontesi (1789) che comprende l'altare maggiore e la decorazione dell'abside attorno alla pala di Bartolomeo Caravoglia raffigurante il martirio di San Maurizio e dei suoi compagni. Recenti ricerche d'archivio hanno permesso di ricondurre tutto l'apparato marmoreo alla distrutta chiesa del convento torinese dell'Annunziata (detto anche delle monache celestine o turchine, dal colore della loro veste), e all'architetto chierese Mario Ludovico Quarini.
Accanto alla chiesa si trova il bel campanile realizzato dall'architetto sanmauriziese Lodovico Bò : i primi documenti risalgono al 1764.

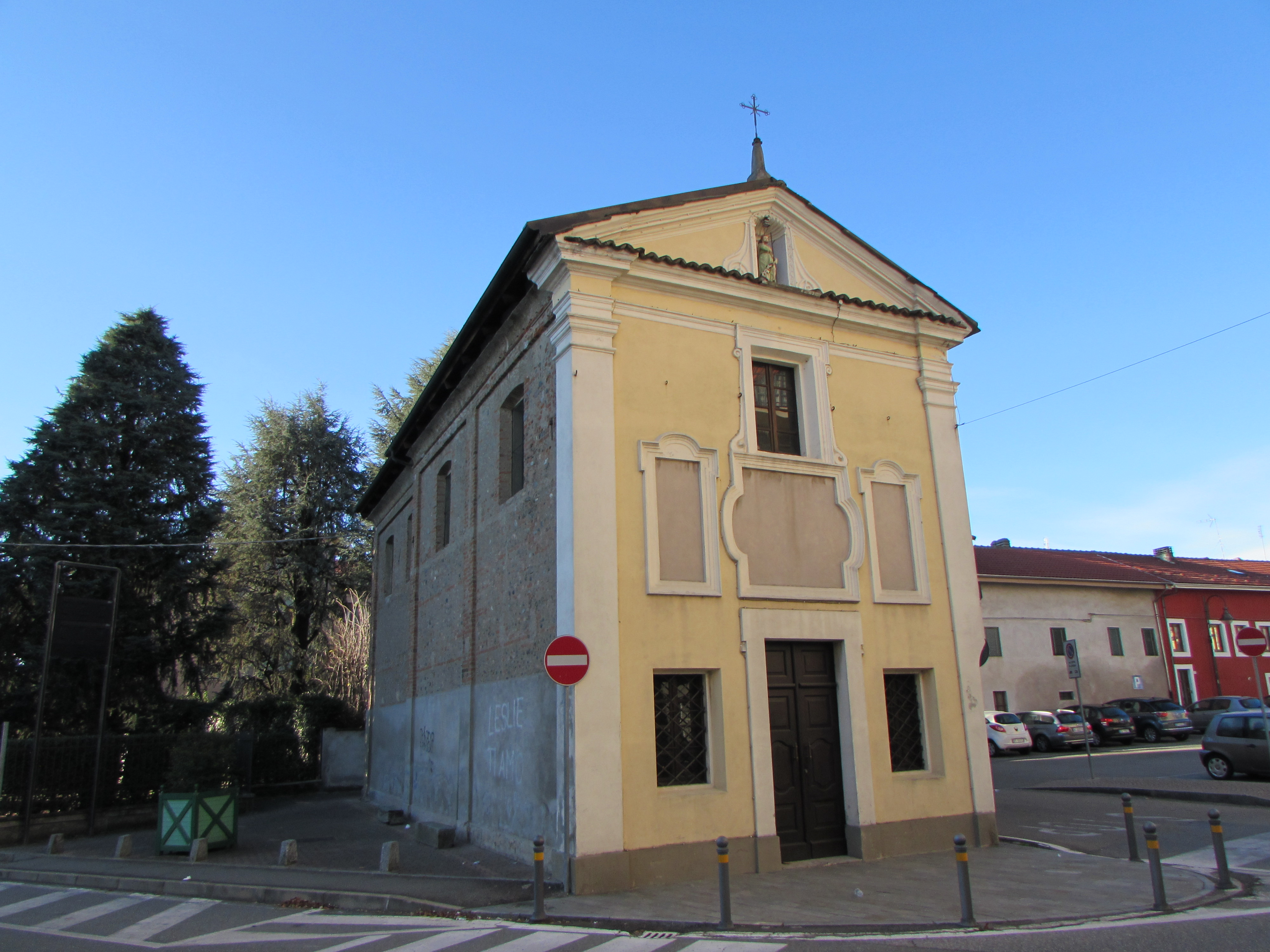
Chiesa di San Rocco

### Chiesa di San Rocco
Si trova all'ingresso del paese, verso Caselle Torinese, e si ritiene costruita nel secolo XVII come ex-voto, a seguito di una epidemia di peste.

## Società

### Evoluzione demografica
Negli ultimi cinquant'anni, a partire dal 1961, la popolazione residente è praticamente raddoppiata.
Abitanti censiti

### Etnie e minoranze straniere
Secondo i dati ISTAT al 31 dicembre 2013 la popolazione straniera residente era di 452 persone. Le nazionalità maggiormente rappresentate in base alla loro percentuale sul totale della popolazione residente erano:
- Romania 236 (2,35%)

## Cultura

### Istruzione

#### Biblioteche
La biblioteca civica "Adriano Fangareggi" è stata fondata il 29 settembre 2003, ed è gestita dalla Fondazione CSMC BiblioPan. Nel 2016, dalla sua più piccola sede originaria si trasferisce presso la sede dell'ente di gestione. Offre diverse attività, fra cui un Laboratorio Musicale gestito dalla Fondazione stessa.

## Amministrazione

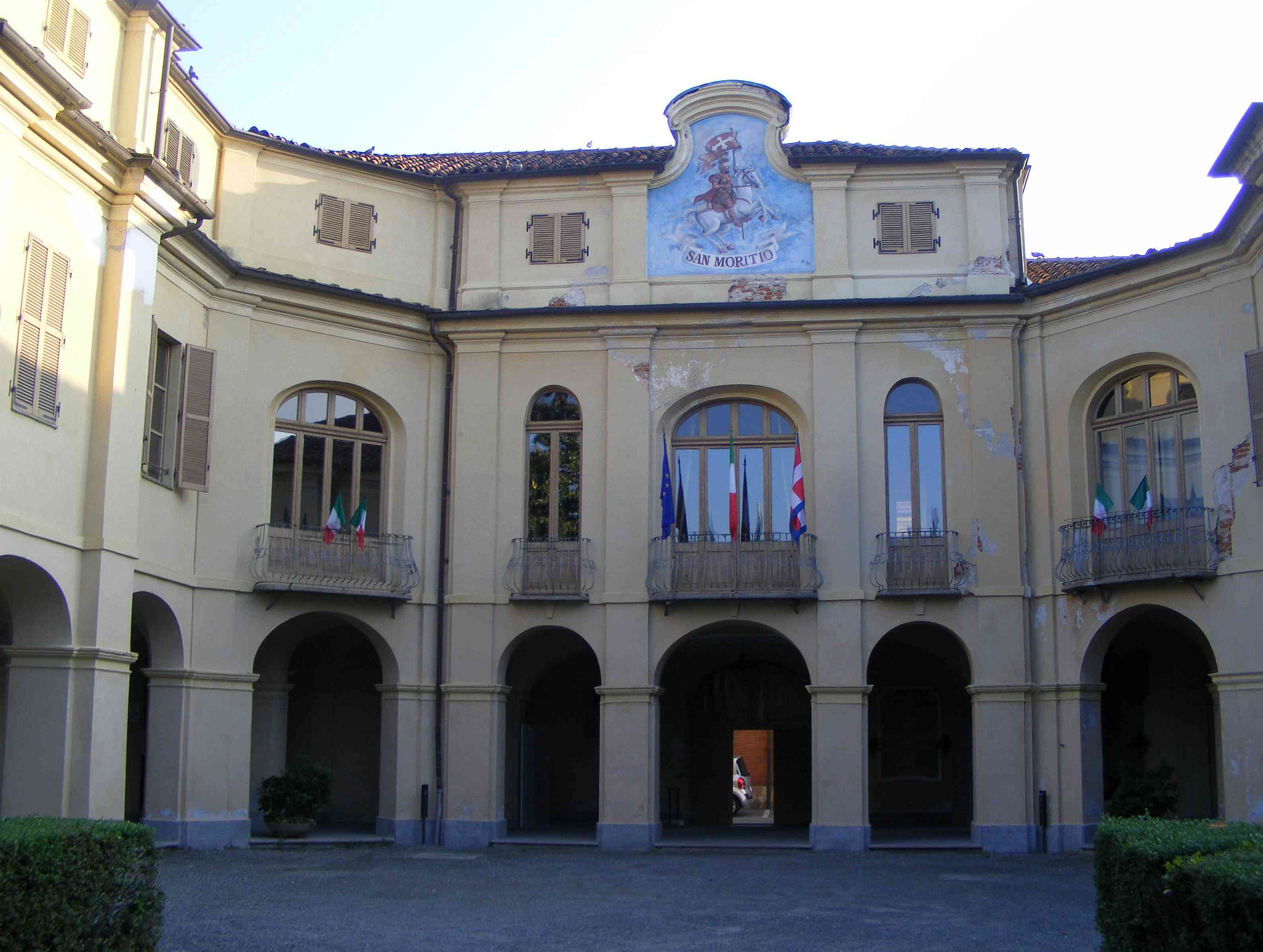
Il municipio

| Periodo | Periodo   | Primo cittadino       | Partito                              | Carica  | Note |
| ------- | --------- | --------------------- | ------------------------------------ | ------- | ---- |
| 1994    | 1998      | Daniele Balma         | lista civica Fonte Viva San Maurizio | sindaco |      |
| 1998    | 2002      | Daniele Balma         | lista civica Fonte Viva San Maurizio | sindaco |      |
| 2002    | 2007      | Roberto Canova        | lista civica Fonte Viva San Maurizio | sindaco |      |
| 2007    | 2012      | Roberto Canova        | lista civica Fonte Viva San Maurizio | sindaco |      |
| 2012    | 2017      | Paolo Biavati         | lista civica Fonte Viva San Maurizio | sindaco |      |
| 2017    | 2022      | Paolo Biavati         | lista civica Fonte Viva San Maurizio | sindaco |      |
| 2022    | in carica | Michelangelo Picat Re | lista civica Fonte Viva San Maurizio | sindaco |      |

### Gemellaggi
- General Cabrera

## Sport

### Calcio
La principale squadra del paese è l'A.P.D. San Maurizio Calcio, squadra militante in Prima Categoria nel girone C del Piemonte-Valle d'Aosta.